# البدارا
البدارا أو بالألف المقصورة البدارى، إحدى قبائل جذم وازع من البقوم، ومؤسسوا قلعة شنقل وغيرها من الإنشاءات والأبنية في تربة.

## ديارهم
كانت معظم تربة البقوم ملكاً لهم من جنوب العلاوة والبطين حتى شمال ذواد وسوق رمادان، وقد شاركهم أبناء عمومتهم من قبائل البقوم المنطقة على حقب زمنية مختلفة، يحدهم من الشمال والجنوب قبيلة الموركة ومن الشرق وادي كرى ومن الغرب حزوم متتالية ووادي ريحان. والآن يتمركزون في قرية اللبط ولهم انتشار في غيرها.

## نسبهم
مفردها البدري وجمعهم القديم البدور، وهم أبناء بدر بن محمد بن وازع من عامر بن حوالة  بن الهنوء الأزدي  الحوالي البقمي، عزوتهم (آلاد البديري) لجدهم بدر، أو (آلاد الحميدي) لجدهم محمد، أو (حماية الوادي المخيف)، وعددهم يقارب 1500 نسمة «مع بدارا وادي ترج وميسان». وشيخ البدارا هو: الشيخ علي بن مسفر بن حبشان البدري.

### أقسامهم
|        |        |        |        |        |        |  |  |        |        |        |        |        |        |  |  |          |          | عامـر    |          |          |          |  |  |          |          |          |          |          |          |  |  |
|        |        |        |        |        |        |  |  |        |        |        |        |        |        |  |  |          |          |          |          |          |          |  |  |          |          |          |          |          |          |  |  |
|        |        |        |        |        |        |  |  |        |        |        |        |        |        |  |  |          |          | وازع     |          |          |          |  |  |          |          |          |          |          |          |  |  |
|        |        |        |        |        |        |  |  |        |        |        |        |        |        |  |  |          |          |          |          |          |          |  |  |          |          |          |          |          |          |  |  |
|        |        |        |        |        |        |  |  |        |        |        |        |        |        |  |  |          |          | محمـد    |          |          |          |  |  |          |          |          |          |          |          |  |  |
|        |        |        |        |        |        |  |  |        |        |        |        |        |        |  |  |          |          |          |          |          |          |  |  |          |          |          |          |          |          |  |  |
|        |        |        |        |        |        |  |  |        |        |        |        |        |        |  |  |          |          | بـدر     |          |          |          |  |  |          |          |          |          |          |          |  |  |
|        |        |        |        |        |        |  |  |        |        |        |        |        |        |  |  |          |          |          |          |          |          |  |  |          |          |          |          |          |          |  |  |
|        |        |        |        |        |        |  |  |        |        |        |        |        |        |  |  |          |          |          |          |          |          |  |  |          |          |          |          |          |          |  |  |
| البدور | البدور | البدور | البدور | البدور | البدور |  |  | الغضفة | الغضفة | الغضفة | الغضفة | الغضفة | الغضفة |  |  | الرماثين | الرماثين | الرماثين | الرماثين | الرماثين | الرماثين |  |  | المنافير | المنافير | المنافير | المنافير | المنافير | المنافير |  |  |

### الخوامس والأسر
| المنافير (المنفوري) |

| الرماثين (الرميثاني) |

| الغضفة (الغضيفي) |

| البدور (البدور) |

|  |  |  |  |

## شهرتهم
كانوا أصحاب حاضرة وسيادة وثراء في تربة، وهم من أقدم البقوم نزولاً فيها، وكان لهم امارة قبلية عليها "بعد الحناتيش  الدغافلة وقبل آل محي الموركة"، وقاربت مدة امارتهم الثلاثة قرون (من أواخر القرن الثامن وحتى أواخر القرن الحادي عشر الهجري).
بقي فيهم القضاء بعد سقوط الامارة حتى قيام الدولة السعودية الثالثة، وكانوا حامية تربة المستقرة فيها، واليهم تنتمي الأميرة غالية البقمية.

## أعمالهم
كان لهم فن معماري فريد في ديار البقوم، فقد قاموا خلال امارتهم باعمار وتطوير تربة ولهم العديد من الأعمال منها:
- بناء اسوار وعدة حصون دائرية تحيط بالبلدة.
- إعادة بناء سوق رمادان باللبن وأساساته بالحجارة بعد أن كان بنيانه من الأكواخ والعشاش وبعض الأسوار الطينية.
- بناء قصر المبرك في منطقة مرتفعة وسط وادي تربة.
- تأسيس حي العلاوة وبعث بئر البصرو على انقاض حي هلالي جاهلي على الجال الشرقي لوادي تربة.[7]
- تأسيس حي وقصر منيف على الجال الغربي لوادي تربة.[8][9]
- حفر العديد من الآبار وزراعة العديد من مزارع النخل والفاكهة.
- بناء قلعة شنقل.

## أشهر أمراء امارة البدارا
- الأمير منديل البدري وهو صاحب بئر البصرو ومؤسس حي العلاوة على الجال الشرقي من وادي تربة.[10]
- الأمير فايز البدري وهو أمير قصر المبرك وقائد حرب الخربة وتقلصت الامارة من بعده وبدأت تظهر امارة بني محي في شمال تربة البقوم.[10]
- الأمير عبد الرحمن بن سلطان بن كلش الرميثاني وهو آخر امراء الامارة فعليا وكان غاية في الغنى وهو أبو الأميرة غالية البقمية، توفي عام 1210 هجري.[6][11][12]

## شيوخ البدارا
بدأت مشيخة البدارا بعد معارك البقوم مع الدولة العثمانية في آل منفور الثاني، وفيهم القضاء العرفي (قطع الحق) في تربة البقوم وهم:
| اسم الشيخ                                               |
| ------------------------------------------------------- |
| منفور بن مدعج بن حصان بن منفور                          |
| دخيل الله بن منفور بن مدعج                              |
| علي بن دخيل الله بن منفور                               |
| نافل بن دخيل الله بن منفور                              |
| عبد الله بن دخيل الله بن منفور (آخر القضاة)             |
| دخيل الله بن علي بن دخيل الله                           |
| نوار بن حمد بن راجح بن منفور                            |
| مسفر بن دخيل الله بن علي                                |
| محمد بن هندي بن علي بن دخيل الله (شيخ البدارا بالنيابة) |
| علي بن مسفر بن دخيل الله (الشيخ الحالي للبدارا)         |
| هندي بن محمد بن هندي (شيخ البدارا بالنيابة)             |

الشيخ علي بن مسفر بن حبشان
الشيخ هندي بن محمد بن هندي

## عبد الله العسيس
هو عبد الله بن دخيل الله بن منفور بن مدعج بن حصان بن منفور البدري البقمي اشتهر بالعسيس، أكثر رجال وشيوخ البدارا شهرة، وهو أحد كبار البقوم وفرسانهم وشعرائهم، واحد قادة الشريف حسين المميزين، شارك في عدة معارك، استلم أمارة وقيادة القبيلة بعد وفاة اخيه نافل بن منفور في نهاية القرن الثالث عشر الهجري وحتى قتل بالأعيرة النارية في منطقة القرين (هية القرين) شمال تربة وجنوب الخرمة قبل معركة تربة بثلاث ليال، وذلك عام 1337 هجرية.

## آثارهم

### سوق رمادان (رمدان)

تخطيط حي وسوق رمادان

رمادان هو سوق تربة البقوم وهو تاريخ وحضارة قديمة، وأقدم ذكر له كان قبل أكثر من 800 عام في كتاب معجم البلدان، وقد كان محطة حط الرحال للقوافل القادمة من الحجاز إلى نجد أو العكس 

#### تاريخ بنائه
كان أول بناء للسوق في الجاهلية، وكان مبنياً من عدة اسوار طينية وأكواخ وعشاش مكونة من جذوع النخل والسعف، ثم جدد بناءه قبيلة البدارا البقوم بالطين والحجر قبل حوالي 600 عام وقاموا بتوسعته، وفي عام 1341 قام عبد الله بن معمر أمير تربة في ذلك الوقت من قبل الملك عبد العزيز بن عبد الرحمن بتجديد الأسوار إثر الحملات والهجمات التي تعرضت لها تربة، وساهم الأهالي في ذلك بجهد كبير، وأخذ رمادان يفقد نشاطه التجاري في عام 1390 وكان عدد أسماء ملاكه 230 فرداً ما بين مالك مسكن ومحل تجاري حسب الكشف الذي اعدته بلدية تربة، وفي عام 1412 قامت البلدية بهدم مبانيه بعد توسع العمران ونزوح السكان إلى مبانٍ حديثة حيث إن هذا السوق قد بني من (اللّبن) وأوشك على الانهيار ولم يبق منه الا مسجده الذي يُعد من أقدم المساجد بتربة.

#### موقعة
يقع سوق رمادان على أرض مرتفعة تشرف على وادي تربة من الغرب وعن شماله مجموعة من الأكمات المتتالية نحو الشمال يقع على ادناها حي بني محي وعلى اقصاها حي القويعية وتمتد في غربه الحزوم التي تصل إلى وادي ريحان غرباً وفي جنوبه حي وقصر منيف.

#### وصفه وابعاده
يشكل رمادان مساحة شبه دائرة لا يتجاوز قطرها 600 متر وجميع دوره مبنية من الطين وأساساتها من الأحجار المجلوبة من حرة البقوم شرق وادي تربة وبعضها مكون من دورين، وفي وسط السوق ساحة طولها 50 متر وعرضها حوالي 30 متر أي بمساحة 1500 متر تقريبا، وتحيط بها الدكاكين والمساكن من خلفها والمسجد في الشمال ويمكن الوصول له من مدخلين أحدهما شمالي عرضه من مترين إلى أربعة أمتار ومدخل جنوبي ينقسم إلى ممرين داخل السوق ويتخلل مبانيه بعض السراديب.

#### نشاطاته
من تجارته قديماً السمن والتمور والإقط والحبال والأواني الخشبية والمنسوجات التي تدخل في بيوت الشعر كالطرايق والفلجان والغداير وتعرض به بضائع مجلوبة من مدن الحجاز كالأقمشة والقهوة والحبوب وما يشابهها وتعرض به عدة الحرب من بنادق وسيوف ورماح وبارود وأنواع العمائم والعبي والزل وكان هذا يجلب من القصيم بكميات تجارية كبيرة.

#### سبب التسمية
يقال أنه سمي بهذا الاسم لتعرضه لحريق هائل قديماً، والأرجح أن سبب تسمية هو كثرة الرماد في مناطق معينه بالسوق بسبب القوافل المارة بالسوق وما يصنعون من طعام في أنحاءه لأنفسهم، وأيضا لان قبائل البقوم الخارجين عن مدينة تربة يعودون ويقيظون فترة الصيف في مدينة تربة واهلها يذبحون الإبل والغنم إكراما لضيوفهم ولذلك كثر الرماد في السوق فسمي رمادان.
وذكره ياقوت الحموي في كتابه معجم البلدان عام 621 هجرية 1224 ميلادية وقد قال: رمادان بالفتح والضم وجاء عليه بشواهد منها قول النميري:
و قد ذكره الشعراء في قصائدهم مراراً مثل قول الشاعر الفارس بخيت بن ماعز العطاوي العتيبي:

#### بعض الصور لسوق رمادان

### قصر المبرك
بناه قبيلة البدارا البقوم قبل أكثر من 600 عام، ويقال له قصر الخربة وذلك بعد اندلاع حريق كبير فيه إثر نشوب عدةحروب به وحوله فتدمر وهُجر قبل حوالي 360 عام، وكان أمير القصر هو الأمير فايز البدري، والآن هو على هيئة أطلال قديمة في مكان يسمى المبرك في وسط منطقة مساعيدات التابعة لمحافظة تربة.

### حي وقصر منيف

تخطيط حي وقصر منيف

يعود هذا الحي وقصوره إلى قبيلة البدارا البقوم وهو اليوم في تعداد الآثار، وقد بني بقربه (مركز التنمية الاجتماعية بتربة).

#### موقعه
يحد هذا الحي وادي تربة من الشرق ومن الغرب بعض الحزوم المتتالية، ويحده من الشمال سوق رمادان ومساكنه ومن الجنوب المحيجر الذي هو من أراضي قبيلة البدارا البقوم.

#### وصفه
قصر مساحته كبيرة وكانت تحيط به المساكن الصغيرة من ثلاث جهات ويحده من الجهة الشرقية بعض مزارع النخيل المطلة على وادي تربة، كان يعتبر هذا القصر وما حوله من المساكن والمزارع قرية مستقلة إذ أن تلك البقعة من الأرض كانت جميعها محاطة بسور واحد كبير.

#### بناؤه
كان بنائه من الطين الحر، ويذكر أن أسواره كانت عالية البناء ومنيعة وله بوابة شمالية كبيرة وأخرى شرقية صغيرة ويعود تاريخ بنائه إلى أكثر من 500 عام.

#### الخراب الأول
تهدم أجزاء كثيرة منه إثر إرسال الشريف طائرة حربية لتقصف تربة من قبل قوات بريطانية في بدايات القرن العشرين الميلادي، وذلك بسبب عدم طاعة معظم البقوم له والدخول تحت حكمه في خضم أحداث الثورة العربية الكبرى، وأدى ذلك الأمر إلى خسائر بشرية ومادية كبيرة.

#### الخراب الثاني
وفي عام 1337 هجري حدثت حوله وفيه معركة تربة الشهيرة بين قوات الملك عبد العزيز (الإخوان) وقوات عبد الله الأول بن الحسين وهدم الإخوان بقايا القصر على من فيه وذلك بوضع جذوع النخل على اسواره والتسلق عليها وعلى سقفه حتى إنهدم على من بداخله وكان عددهم أكثر من 400 مقاتل.

#### بعض الصور لبقايا وموقع حي وقصر منيف

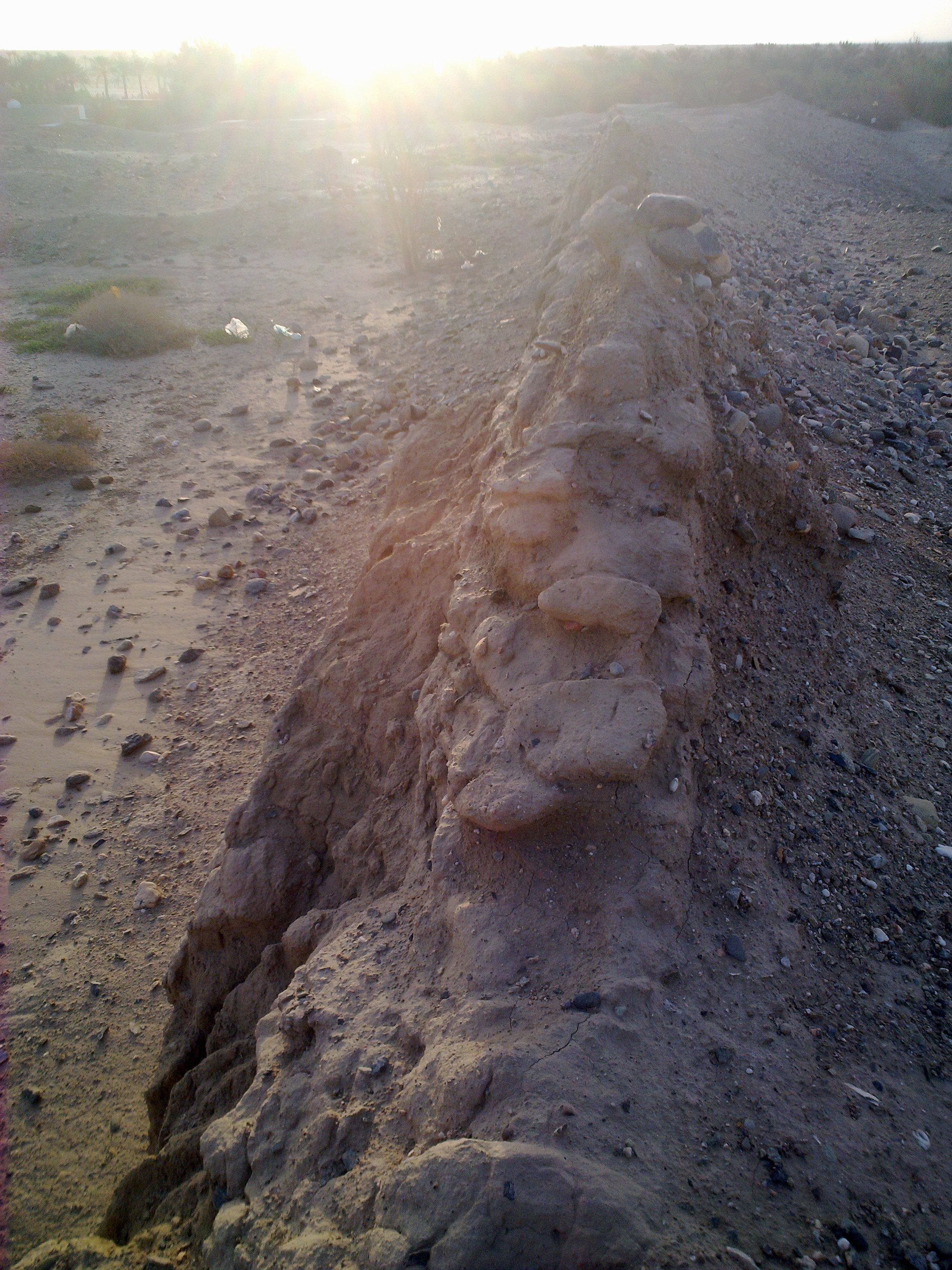

### قلعة شنقل
هي قلعة حصينة تعود ملكيتها إلى قبيلة البدارا البقوم، مبنية في قرية اللبط على منحدر تل صخري ومطلة على وادي تربة من الجهة الشرقية، وعمرها قارب 250 عام، كانت هذه القلعة بمثابة محكمة عامة للبقوم يحكم فيها بالقضاء العرفي القبلي من قِبل شيخ البدارا. تبلغ مساحتها 3000 م2 وارتفاع أسوارها ما بين 6 إلى 7 أمتار، فيها أربعة حصون دائرية ويتبع لها حصن مربع يسمى المربعة مكون من دورين «ولكن الدور العلوي متهدم» موقعه خلف القلعة في أعلى ضلع الصُبُر وذلك للمراقبة وإعطاء الإنذارات بإشعال النار في أعلى الحصن في حالة اقتراب عدو أو وقوع حدث مهم لإخبار القبائل الأخرى من البقوم.
وللقلعة بوابة واحدة من الجهة الشمالية، وبها حوالي ثلاثين غرفة تشمل مجلس قضاء وغرف سكن ومسجد وسجن ومخازن سلاح ومؤونة وباحة صغيرة، وبها مربط صغير للخيل، بنيت قواعدها وأجزائها السفلية من الحجر والأجزاء العلوية من اللبن وسقفها من أعواد الأثل والسعف وجذوع النخل.

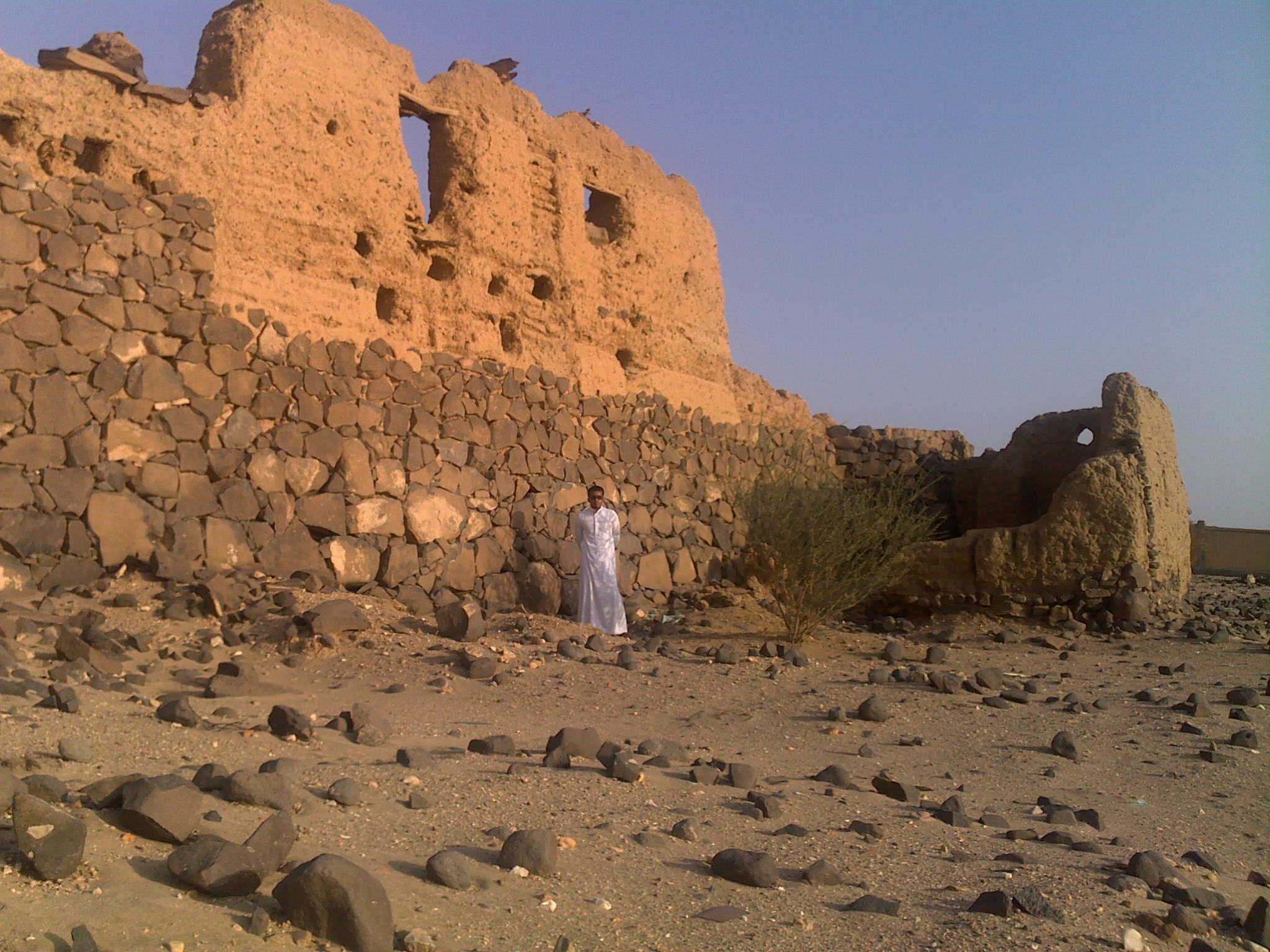
قلعة شنقل

### قصور غالية البقمية
كان لغالية أعمال حضارية في تربة، كانت بذلك ناهجة لطابع قبيلتها (البدارا) في الإعمار والبناء، وذلك مما ورثت من ابيها من by Browser Protect"> أموال ساعدتها في بناء عدة قلاع وقصور، وقد تهدم أغلب اعمالها عن طريق محمد علي باشا وأيضاً حملة الشريف عبد الله بن الحسين، ومن اعمالها:

#### قصر الصرفان
قصر يقع شمال تربة.

#### قلعة البازم
قلعة تقع شمال تربة.

#### قصر الشملي
قصر يقع في تربة.

#### قصر زملة
قصر بنته لابنتها زملة بنت حمد بن محي زوجة الشيخ هندي بن محي ويقع في كرا شرقي تربة.

### بئر البصرو
بئر جاهلية كبيرة، ما زال بنيانها قائم، وأول من بعثها هو الأمير منديل البدري، لها اربع جهات و16 سانية، وتقع في مركز العلاوة.

## مما قيل فيهم
يقول الشاعر زياد بن عائض الرحماني:
يقول الشاعر فيصل الرياحي:
ويقول الشاعر علي بن نوار بن شافي الحارثي في مدح خواله البدارا:
```
[
17
]
```

ويقول أحد موالي البدارا حاناً لهم وواصفاً موقع ديارهم وقصورهم ومادحاً لهم وواصفاً جزء من طبيعة حياتهم ومحدداً مكان تواجده:
```
[
18
]
```

## إبل البدارا
مع أن البدارا من حاضرة البقوم المستقرة في تربة إلا انهم يفضلون اقتناء الإبل وتربيتها من قديم الزمان مثلهم مثل جميع أبناء عمومتهم (البقوم)، ولهم العديد من الإبل بمختلف أنواعها ولهم وسم خاص لإبلهم وهو «المغزل على الفخذ الأيمن مع رقمتين».